# Шпанько Тимофій Панкратович
Тимофій Панкратович Шпанько (20 лютого 1910, село Одинківка, тепер у складі міста Дніпра Дніпропетровської області — 14 квітня 1985, місто Київ) — український радянський діяч, керуючий вугільних трестів, міністр місцевої та паливної промисловості Української РСР. Герой Соціалістичної Праці (28.08.1948). Депутат Верховної Ради УРСР 3-го скликання.

## Життєпис
Народився в родині робітника. До 1925 року навчався у середній школі.
Трудову діяльність розпочав у п'ятнадцятирічному віці слюсарем заводу «Комінтерн» міста Синельникове на Дніпропетровщині. Навчався на робітничому факультеті, який закінчив у 1931 році.
У 1937 році закінчив Дніпропетровський гірничий інститут імені Артема.
У 1937—1940 — інженер-диспетчер в апараті «Головвугілля» Наркомату вугільної промисловості СРСР, начальник виробничо-розпорядчого відділу «Головвугілля» у місті Москві.
Член ВКП(б) з 1939 року.
У 1940—1941 — керуючий антрацитного тресту «Фрунзевугілля» міста Ровеньки Ворошиловградської області.
З 1941 року — керуючий вугільного тресту «Киргизвугілля» міста Ош Киргизької РСР; заступник начальника вугільного комбінату «Карагандавугілля» Казахської РСР; уповноважений Наркомату вугілля СРСР в Середній Азії. Після повернення на Донбас працював керуючим тресту «Серговугілля» міста Серго (Кадіївки) Ворошиловградської області.
У 1945—1949 — керуючий вугільного тресту «Свердловвугілля» комбінату «Донбасантрацит» міста Свердловська Ворошиловградської області.
10 січня 1949 — травень 1953 року — міністр місцевої паливної промисловості Української РСР.
З травня 1953 по липень 1954 року — заступник міністра місцевої та паливної промисловості Української РСР. З липня 1954 до травня 1957 року — 1-й заступник міністра місцевої та паливної промисловості Української РСР.
З липня 1957 до 2 червня 1958 року — начальник відділу промисловості місцевого підпорядкування Державного планового комітету Ради міністрів Української РСР.
2 червня 1958 — лютому 1963 року — голова Державного комітету Ради Міністрів Української РСР по нагляду за безпечним веденням робіт у промисловості й гірничому нагляду. 
З квітня 1963 року — начальник зведеного відділу планування паливної промисловості зведеного управління народногосподарського плану по важкій промисловості Держплану (Державної планової комісії) Української РСР.
Потім працював головним радником з будівництва і експлуатації вугільних шахт Ірану. Після повернення до Києва працював головним редактором журналу «Уголь Украины».
Потім — на пенсії в Києві. Похований на Байковому кладовищі.

## Нагороди
- Герой Соціалістичної Праці (28.08.1948)
- орден Леніна (28.08.1948)
- три ордени Трудового Червоного Прапора (20.10.1943, 1.01.1948, 26.04.1957)
- орден Знак Пошани (29.06.1966)
- три медалі «За трудову доблесть» (17.02.1939, 4.09.1948, 14.09.1953)
- медалі
- Почесна грамота Президії Верховної Ради Української РСР (.03.1960)